# Rhodiola rhodantha
Rhodiola rhodantha là một loài thực vật có hoa trong họ Crassulaceae. Loài này được (A. Gray) H. Jacobsen miêu tả khoa học đầu tiên năm 1973.